# Chris Gunter
Christopher ("Chris") Ross Gunter (Newport, 21 juli 1989) is een Welsh voetballer die bij voorkeur als rechtsachter speelt. Hij verruilde in juli 2012 Nottingham Forest voor Reading. Hij is recordinternational van Wales.

## Clubcarrière

### Cardiff City
Op 8-jarige leeftijd sloot Gunter zich aan bij de jeugdopleiding van Cardiff City. Op 22 augustus 2006 maakte hij zijn profdebuut in de League Cup tegen Barnet. Op 17 november 2006 maakte hij zijn competitiedebuut tegen Queens Park Rangers.

### Tottenham Hotspur
Op 22 december 2007 onderging Gunter medische tests bij Tottenham Hotspur. Op 24 december 2007 tekende hij zijn contract waarop hij per 1 januari 2008 onder contract staat bij de Spurs. Hij maakte zijn debuut in de derde ronde van de FA Cup tegen Reading in het Madejski Stadium.

### Nottingham Forest
Op 12 maart 2009 werd hij voor de rest van het seizoen uitgeleend aan Nottingham Forest. Op 20 juli 2009 tekende Gunter een vierjarig contract bij Nottingham Forest. Op 27 september 2009 scoorde hij zijn eerste doelpunt in het profvoetbal tegen Plymouth Argyle.

### Reading
Op 17 juli 2012 tekende Gunter een driejarig contract bij Reading. Zo keert hij terug naar het Madejski Stadium, het stadion waar hij als profvoetballer debuteerde. Op 28 augustus 2012 scoorde hij zijn eerste doelpunt voor The Royals in de League Cup tegen Peterborough United.

### Charlton Athletic
In oktober 2020 verruilde hij na acht jaar Reading voor Charlton Athletic, die op het derde niveau van Engeland actief zijn.

## Interlandcarrière
Op 26 mei 2007 debuteerde hij voor Wales in een vriendschappelijke wedstrijd tegen Nieuw-Zeeland. Hij werd zo de jongste debutant ooit van Cardiff City FC in het nationaal elftal. Hij speelde als linksachter tijdens de EK-kwalificatiewedstrijden voor het EK 2008. Hij speelde als rechtsachter tijdens de WK-kwalificatiewedstrijden voor het WK 2010 in Zuid-Afrika. Hij was de enige die in alle tien kwalificatiewedstrijden meespeelde. Met Wales nam Gunter deel aan het Europees kampioenschap voetbal 2016 in Frankrijk. Wales werd in de halve finale uitgeschakeld door Portugal (0–2), na in de eerdere twee knock-outwedstrijden Noord-Ierland (1–0) en België (3–1) te hebben verslagen.
Hij is ook opgeroepen voor Wales voor het EK 2020, dat door de coronapandemie in de zomer van 2021 gespeeld wordt.
Hij werd in 2018 recordinternational van Wales, waarin hij Neville Southall (92 interlands) in opvolgde.
In 2021 werd Gunter de eerste speler uit de geschiedenis die 100 of meer interlands speelde voor de nationale ploeg.